# Albert
För andra betydelser, se Albert (olika betydelser).

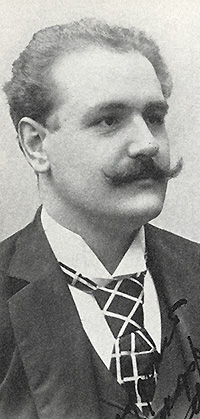
Albert Ranft cirka 1895.

Albert är ett mansnamn med tyskt ursprung med betydelserna 'ädel' och 'ljus'. och är besläktat med namnet Albrekt.
Populariteten har ökat under 1990-talet och det har några år tillhört de 100 vanligaste namnen. Den 31 december 2008 fanns det 10 509 personer i Sverige med namnet Albert, varav 2 233 med det som tilltalsnamn. 2008 fick 82 pojkar namnet Albert som tilltalsnamn.
Namnsdag: I Sverige 30 augusti. I den finlandssvenska namnsdagslängden har Albert namnsdag 24 april sedan starten 1929, då en egen namnsdagskalender togs i bruk för finlandssvenskar.

## Personer med tilltalsnamnet Albert, Alberto

### Utan efternamn
- Albert I av Belgien (1875–1934), kung
- Albert II av Belgien (född 1934), kung
- Albert av Sachsen (1828–1902), kung
- Albert I av Monaco (1848–1922), furste
- Albert II av Monaco (född 1958), furste
- Albert av Riga (1200-talet), biskop
- Albert av Orlamünde (död 1245), dansk riksföreståndare
- Albert av Sachsen-Coburg-Gotha (1819–1861), "Prins Albert" gift med Victoria I av England
- Albert Kasimir av Sachsen-Teschen (1738–1822), regent i Ungern, riksföreståndare över Nederländerna
- Albert av Schwarzburg-Rudolstadt  (1798–1869), regerande furste
- Albert av Schleswig-Holstein-Sönderburg-Augustenborg (1869–1931)
- Prins Albert Victor, hertig av Clarence och Avondale (1864–1892), brittisk prins
- Albertus Pictor (Albert målare,  omkring 1440–1509), svensk kyrkomålare

### Med efternamn
- Albert Andersson (idrottsman)  , gymnast och friidrottare, OS-guld i laggymnastik 1920 och i friidrott 1928
- Albert Bonnier, förläggare
- Albert Camus, fransk författare och filosof, mottagare av Nobelpriset i litteratur
- Albert Edelfelt, konstnär
- Albert Ehrensvärd d.ä., utrikesminister
- Albert Ehrensvärd d.y., utrikesminister
- Albert Einstein, fysiker och matematiker, mottagare av Nobelpriset i fysik
- Albert Engström, konstnär och författare, ledamot av Svenska Akademien
- Albert Forslund, LO-ordförande, statsråd
- Albert Forster, tysk politiker, nazist
- Albert Fish, amerikansk seriemördare och kannibal
- Albert Theodor Gellerstedt, poet, konstnär, ingenjör, ledamot av Svenska Akademien
- Albert Hammond, brittisk sångare och låtskrivare
- Albert Hill, brittisk friidrottare
- Albert Hofmann, schweizisk kemist
- Albert M Johansson, psalmförfattare med signaturen Albert
- Albert Kesselring, nazistisk generalfältmarskalk
- Albert Lebrun, fransk president 1932-1940
- Albert Lilja, svensk ämbetsman
- Albert Lortzing, tysk tonsättare
- Albert Niemann, tysk kemist
- Albert Ranft, svensk teaterchef och teaterman
- Albert Roussel, fransk tonsättare
- Albert Schweitzer, tysk-fransk teolog, filosof, bibelforskare, organist, läkare, missionär, mottagare av Nobels fredspris
- Albert Speer, arkitekt, nazistisk politiker, författare
- Albert Svanberg, svensk sportjournalist
- Albert Szent-Györgyi, ungersk-amerikansk fysiolog, mottagare av Nobelpriset i fysiologi eller medicin 1937
- Carl Albert Andersson, politiker (S), ordförande i Stockholms stadsfullmäktige
- Alberto Cova, italiensk långdistanslöpare
- Alberto Tomba, italiensk alpin skidåkare
- Carlos Alberto Torres, brasiliansk fotbollsspelare
- Alexandre Martin - känd under pseudonymen Albert l'Ovrier (Albert arbetaren)

## Fiktiva personer med tilltalsnamnet Albert
- Albert, sergeant som träffar huvudpersonen Sara Videbeck i Carl Jonas Love Almqvists novell Det går an från 1839. [5]
- Albert Carlson, äldre svenskamerikan som ser tillbaka på sitt liv i Vilhelm Mobergs roman Din stund på jorden från 1963.[6]
- Albert Carlsson, skrothandlare i tv-serien Albert & Herbert.

## Personer med efternamnet Albert
- Antoinette d'Albert de Luynes
- Carl Albert
- Caterina Albert
- Charles d'Albert
- Dag Albert
- Eddie Albert
- Eduard Albert
- Eduard Albert (ingenjör)
- Eugen d'Albert
- Eugène Albert
- Flórián Albert
- Gustaf Albert
- Gustav Albert
- Hans Albert
- Heinrich Albert
- Jan Albert
- Jodi Albert
- John Albert
- Laura Albert
- Lou Albert-Lasard
- Louis Albert
- Marvin H. Albert
- Michael Albert
- Morris Albert
- Paul Albert
- Philippe Albert
- Raphaël Albert-Lambert
- Wilhelm Albert